# نورالدين حديد
نور الدين حديد مواليد 28 يناير 1993 عداء لبناني. مثّل بلاده في سباق 200 متر في بطولة العالم 2019 بالدوحة دون أن يتقدم من الدور الأول لكنه سجل رقماً قياسياً وطنياً جديداً قدره 20.84.

## أزمة توقيفه
كان من المفترض أن يمثل العداء اللبناني نور الدين حديد بلاده في أولمبياد باريس 2024، لكن تفجرت أزمة بين المؤسسة العسكرية والاتحاد اللبناني لألعاب القوى إثر توقيفه من قبل الجيش اللبناني.
فقد فرضت عليه عقوبة مسلكية بالسجن لعشرة أيام بتهمة الفرار من الجيش اللبناني، وبناء عليه، دفع توقيف حديد الاتحاد اللبناني المعني بإصدار قرار أعلن خلاله تعليق وتوقيف مشاركة نادي الجيش ضمن نشاطاته، مشددًا في بيان له، على أن الهيئة الإداريّة للاتحاد اللبناني لألعاب القوى تؤكدّ مجددًا بأحقيّة مشاركة اللاعب في الألعاب الأولمبية باريس 2024.
حديد، الذي كان قد ترك لبنان أواخر 2023 للعيش في فرنسا مع أقاربه واستمر بالمشاركة في المنافسات الرياضية في 2024، كان من المقرّر أن يحمل العلم اللبناني في حفل افتتاح الألعاب الأولمبية، على أن يشارك في سباق 100 م مع انطلاق منافسات ألعاب القوى.
وتمسّك رئيس الاتحاد اللبناني لألعاب القوى رولان سعادة بحديد حصرًا "لا سيما وأن أرقامه خوّلته التأهل الى الألعاب الأولمبية، وإن ببطاقة دعوة بعدما سجّل 10.27 ثوان في سباق 100 متر، وهو رقم جيّد جدًا بالنسبة للبنان".

## مسابقات دولية
| العام              | المسابقة                                      | المكان              | المركز             | ملاحظة             |                    |
| Representing لبنان | Representing لبنان                            | Representing لبنان  | Representing لبنان | Representing لبنان | Representing لبنان |
| ------------------ | --------------------------------------------- | ------------------- | ------------------ | ------------------ | ------------------ |
| 2014               | بطولة آسيا لألعاب القوى داخل الصالات 2014     | هانغتشو             | 13th (h)           | 400 m              | 49.63              |
| 2015               | البطولة العربية لألعاب القوى 2015             | مدينة عيسى، البحرين | 7th                | 200 m              | 22.09 (w)          |
| 2015               | بطولة آسيا لألعاب القوى 2015                  | ووهان               | 26th (h)           | 100 m              | 10.95              |
| 2015               | بطولة آسيا لألعاب القوى 2015                  | ووهان               | 27th (h)           | 200 m              | 22.15              |
| 2015               | Military World Games                          | مونغيونغ            | 37th (h)           | 100 m              | 11.01              |
| 2015               | Military World Games                          | مونغيونغ            | 32nd (h)           | 200 m              | 22.26              |
| 2016               | Asian Indoor Championships                    | الدوحة              | 22nd (h)           | 60 m               | 7.04               |
| 2017               | Asian Championships                           | بوبانسوار           | 16th (sf)          | 100 m              | 10.71              |
| 2017               | Asian Championships                           | بوبانسوار           | 17th (h)           | 200 m              | 21.92              |
| 2017               | Asian Championships                           | بوبانسوار           | –                  | 4 × 100 m relay    | DQ                 |
| 2018               | Asian Indoor Championships                    | طهران               | 11th (h)           | 60 m               | 6.92               |
| 2018               | ألعاب القوى في دورة الألعاب الآسيوية 2018     | جاكرتا              | 25th (h)           | 100 m              | 10.76              |
| 2018               | ألعاب القوى في دورة الألعاب الآسيوية 2018     | جاكرتا              | 9th (sf)           | 200 m              | 21.22              |
| 2019               | Arab Championships                            | القاهرة             | 6th                | 100 m              | 10.70              |
| 2019               | Asian Championships                           | الدوحة              | 12th (sf)          | 100 m              | 10.41              |
| 2019               | Asian Championships                           | الدوحة              | 4th                | 200 m              | 20.85              |
| 2019               | بطولة العالم لألعاب القوى 2019                | الدوحة              | 39th (h)           | 200 m              | 20.84              |
| 2021               | Arab Championships                            | رادس                | 6th                | 100 m              | 10.57              |
| 2021               | Arab Championships                            | رادس                | 3rd                | 200 m              | 21.06              |
| 2021               | ألعاب القوى في الألعاب الأولمبية الصيفية 2020 | طوكيو               | 41st (h)           | 200 m              | 21.12              |

## أفضل الأرقام الشخصية
ملعب مفتوح
- 100 متر - 10.41 (+1.4 م / ث، الدوحة 2019) NR
- 200 متر - 20.84 (+0.8 م / ث، الدوحة 2019) NR
- 400 متر - 47.36 (الجمهور 2019) NR

صالة مغلقة
- 60 متر - 6.74 (أوسترافا 2020) NR
- 200 متر - 21.60 (إسطنبول 2020) NR
- 400 متر - 49.63 (هانغتشو 2014) NR

## روابط خارجية
- https://www.worldathletics.org/athletes/lebanon/noureddin-hadid-332893